# Бенна
Бенна (итал. Benna) — коммуна в Италии, располагается в регионе Пьемонт, в провинции Бьелла.
Население составляет 1164 человека (2008 г.), плотность населения составляет 129 чел./км². Занимает площадь 9 км². Почтовый индекс — 13871. Телефонный код — 015.
Покровителем коммуны почитается святой апостол Пётр, празднование 29 июня.

## Демография
Динамика населения:

## Администрация коммуны
- Официальный сайт: